# Lithasia verrucosa
Lithasia verrucosa е вид коремоного от семейство Pleuroceridae. Видът е световно застрашен, със статут Уязвим.

## Разпространение
Разпространен е в САЩ (Арканзас, Кентъки и Тенеси).